# Volodymyr Adamjuk
Volodymyr Mychajlovyč Adamjuk (in ucraino Володимир Михайлович Адамюк?; Sivka-Kalus'ka, 17 luglio 1991) è un calciatore ucraino, difensore del Karpaty L'viv.

## Carriera
Ha giocato nella prima divisione ucraina.